# Izrael w Konkursie Piosenki Eurowizji
Izrael uczestniczy w Konkursie Piosenki Eurowizji od 1973. W latach 1973–2017 konkursem w kraju zajmował się nadawca publiczny Israel Broadcasting Authority (IBA), a od 2018 zajmuje się tym Israeli Public Broadcasting Corporation.
Reprezentanci Izraela zwyciężyli w czterech finałach konkursu: w 1978 (Jizhar Kohen i Alphabeta z piosenką „A-Ba-Ni-Bi”), 1979 (Gali Atari i Milk and Honey z „Hallelujah”), 1998 (Dana International z „Diva”) i 2018 (Netta z „Toy”).

## Uczestnictwo
Izrael uczestniczy w Konkursie Piosenki Eurowizji od 1973. Poniższa tabela uwzględnia nazwiska wszystkich izraelskich reprezentantów, tytuły konkursowych piosenek oraz wyniki w poszczególnych latach.
| Rok  | Artysta                     | Piosenka                                         | Język                                   | Finał              | Finał              | Półfinał                    | Półfinał                    |
| Rok  | Artysta                     | Piosenka                                         | Język                                   | Miejsce            | Punkty             | Miejsce                     | Punkty                      |
| ---- | --------------------------- | ------------------------------------------------ | --------------------------------------- | ------------------ | ------------------ | --------------------------- | --------------------------- |
| 1973 | Ilanit                      | „Ey Sham” (אי שם)                                | hebrajski                               | 4                  | 97                 | Brak rundy półfinałowej     | Brak rundy półfinałowej     |
| 1974 | Poogy                       | „Natati La Chaiai” (נתתי לה חיי)                 | hebrajski                               | 7                  | 11                 | Brak rundy półfinałowej     | Brak rundy półfinałowej     |
| 1975 | Szelomo Arci                | „At Wa-’Ani” (את ואני)                           | hebrajski                               | 11                 | 40                 | Brak rundy półfinałowej     | Brak rundy półfinałowej     |
| 1976 | Shokolad, Menta, Mastik     | „Emor Szalom” (אמור שלום)                        | hebrajski                               | 6                  | 77                 | Brak rundy półfinałowej     | Brak rundy półfinałowej     |
| 1977 | Ilanit                      | „Ahawa Hi Szir Li-sznajim” (אהבה היא שיר לשניים) | hebrajski                               | 11                 | 49                 | Brak rundy półfinałowej     | Brak rundy półfinałowej     |
| 1978 | Jizhar Kohen i Alphabeta    | „A-Ba-Ni-Bi” (א-ב-ני-בי)                         | hebrajski                               | 1                  | 157                | Brak rundy półfinałowej     | Brak rundy półfinałowej     |
| 1979 | Milk and Honey              | „Hallelujah” (הללויה)                            | hebrajski                               | 1                  | 125                | Brak rundy półfinałowej     | Brak rundy półfinałowej     |
| 1980 | Brak reprezentanta          | Brak reprezentanta                               | Brak reprezentanta                      | Brak reprezentanta | Brak reprezentanta | Brak rundy półfinałowej     | Brak rundy półfinałowej     |
| 1981 | Habibi                      | „Ha-lajla” (הלילה)                               | hebrajski                               | 7                  | 56                 | Brak rundy półfinałowej     | Brak rundy półfinałowej     |
| 1982 | Awi Toledano                | „Hora” (הורה)                                    | hebrajski                               | 2                  | 100                | Brak rundy półfinałowej     | Brak rundy półfinałowej     |
| 1983 | Ofra Haza                   | „Chaj” (חי)                                      | hebrajski                               | 2                  | 136                | Brak rundy półfinałowej     | Brak rundy półfinałowej     |
| 1984 | Brak reprezentanta          | Brak reprezentanta                               | Brak reprezentanta                      | Brak reprezentanta | Brak reprezentanta | Brak rundy półfinałowej     | Brak rundy półfinałowej     |
| 1985 | Jizhar Kohen                | „Olé, Olé” (עולה, עולה)                          | hebrajski                               | 5                  | 93                 | Brak rundy półfinałowej     | Brak rundy półfinałowej     |
| 1986 | Moti Giladi i Sarai Tzuriel | „Jawo Jom” (יבוא יום)                            | hebrajski                               | 19                 | 7                  | Brak rundy półfinałowej     | Brak rundy półfinałowej     |
| 1987 | Datner i Kusznir            | „Szir Ha-batlanim” (שיר הבטלנים)                 | hebrajski                               | 8                  | 73                 | Brak rundy półfinałowej     | Brak rundy półfinałowej     |
| 1988 | Jardena Arazi               | „Ben Adam” (בן אדם)                              | hebrajski                               | 7                  | 85                 | Brak rundy półfinałowej     | Brak rundy półfinałowej     |
| 1989 | Gili i Galit                | „Derech Ha-melech” (דרך המלך)                    | hebrajski                               | 12                 | 50                 | Brak rundy półfinałowej     | Brak rundy półfinałowej     |
| 1990 | Rita                        | „Szara Ba-rchowot” (שרה ברחובות)                 | hebrajski                               | 18                 | 16                 | Brak rundy półfinałowej     | Brak rundy półfinałowej     |
| 1991 | Duo Datz                    | „Kan” (כאן)                                      | hebrajski                               | 3                  | 139                | Brak rundy półfinałowej     | Brak rundy półfinałowej     |
| 1992 | Dafna                       | „Ze Rak Sport” (זה רק ספורט)                     | hebrajski                               | 6                  | 85                 | Brak rundy półfinałowej     | Brak rundy półfinałowej     |
| 1993 | Lakahat Sziru               | „Sziru” (שירו)                                   | hebrajski, angielski                    | 24                 | 4                  | Kwalifikacija za Millstreet | Kwalifikacija za Millstreet |
| 1994 | Brak reprezentanta          | Brak reprezentanta                               | Brak reprezentanta                      | Brak reprezentanta | Brak reprezentanta | Brak rundy półfinałowej     | Brak rundy półfinałowej     |
| 1995 | Liora                       | „Amen” (אמן)                                     | hebrajski                               | 8                  | 81                 | Brak rundy półfinałowej     | Brak rundy półfinałowej     |
| 1996 | Galit Bell                  | „Szalom Olam” (שלום עולם)                        | hebrajski                               | –                  | –                  | 28                          | 12                          |
| 1997 | Brak reprezentanta          | Brak reprezentanta                               | Brak reprezentanta                      | Brak reprezentanta | Brak reprezentanta | Brak rundy półfinałowej     | Brak rundy półfinałowej     |
| 1998 | Dana International          | „Diva” (דיווה)                                   | hebrajski                               | 1                  | 172                | Brak rundy półfinałowej     | Brak rundy półfinałowej     |
| 1999 | Eden                        | „Happy Birthday”                                 | hebrajski, angielski                    | 5                  | 93                 | Brak rundy półfinałowej     | Brak rundy półfinałowej     |
| 2000 | PingPong                    | „Sameach” (שמח)                                  | hebrajski, angielski                    | 22                 | 7                  | Brak rundy półfinałowej     | Brak rundy półfinałowej     |
| 2001 | Tal Sondak                  | „Ein Dawar” (אין דבר)                            | hebrajski                               | 16                 | 25                 | Brak rundy półfinałowej     | Brak rundy półfinałowej     |
| 2002 | Sarit Chadad                | „Light a Candle”                                 | angielski, hebrajski                    | 12                 | 37                 | Brak rundy półfinałowej     | Brak rundy półfinałowej     |
| 2003 | Li’or Narkis                | „Words for Love”                                 | hebrajski, angielski                    | 19                 | 17                 | Brak rundy półfinałowej     | Brak rundy półfinałowej     |
| 2004 | Dawid D’Or                  | „Le-ha’amin” (להאמין)                            | angielski, hebrajski                    | –                  | –                  | 11                          | 57                          |
| 2005 | Sziri Majmon                | „Ha-Szeket Sze-Niszar” (השקט שנשאר)              | angielski, hebrajski                    | 4                  | 154                | 7                           | 158                         |
| 2006 | Eddie Butler                | „Together We Are One”                            | angielski, hebrajski                    | 23                 | 4                  | Top 11                      | Top 11                      |
| 2007 | Teapacks                    | „Push the Button”                                | hebrajski, angielski, francuski, jidysz | –                  | –                  | 24                          | 17                          |
| 2008 | Boaz Mauda                  | „The Fire in Your Eyes”                          | hebrajski, angielski                    | 9                  | 124                | 5                           | 104                         |
| 2009 | Noa i Mira Awad             | „There Must Be Another Way”                      | hebrajski, arabski, angielski           | 16                 | 53                 | 7                           | 75                          |
| 2010 | Harel Ska’at                | „Milim” (מילים)                                  | hebrajski                               | 14                 | 71                 | 8                           | 71                          |
| 2011 | Dana International          | „Ding Dong”                                      | angielski, hebrajski                    | –                  | –                  | 15                          | 38                          |
| 2012 | Izabo                       | „Time”                                           | angielski, hebrajski                    | –                  | –                  | 13                          | 33                          |
| 2013 | Moran Mazor                 | „Rak biszewilo” (רק בשבילו)                      | hebrajski                               | –                  | –                  | 14                          | 40                          |
| 2014 | Mei Finegold                | „Same Heart”                                     | angielski, hebrajski                    | –                  | –                  | 14                          | 19                          |
| 2015 | Nadav Guedj                 | „Golden Boy”                                     | angielski                               | 9                  | 97                 | 3                           | 151                         |
| 2016 | Hovi Star                   | „Made of Stars”                                  | angielski                               | 14                 | 135                | 7                           | 147                         |
| 2017 | Imri                        | „I Feel Alive”                                   | angielski                               | 23                 | 39                 | 3                           | 207                         |
| 2018 | Netta                       | „Toy”                                            | angielski                               | 1                  | 529                | 1                           | 283                         |
| 2019 | Kobi Marimi                 | „Home”                                           | angielski                               | 23                 | 35                 | Organizator                 | Organizator                 |
| 2020 | Eden Alene                  | „Feker Libi” (ፍቅር ልቤ)                            | angielski, amharski                     | Konkurs odwołany   | Konkurs odwołany   | Konkurs odwołany            | Konkurs odwołany            |
| 2021 | Eden Alene                  | „Set Me Free”                                    | angielski                               | 17                 | 93                 | 5                           | 192                         |
| 2022 | Micha’el Ben Dawid          | „I.M”                                            | angielski                               | –                  | –                  | 13                          | 61                          |
| 2023 | Noa Kirel                   | „Unicorn”                                        | angielski                               | 3                  | 382                | 3                           | 127                         |
| 2024 | Eden Golan                  | „Hurricane”                                      | angielski, hebrajski                    | 5                  | 375                | 1                           | 194                         |
| 2025 | Juwal Rafael                | „New Day Will Rise”                              | angielski, francuski, hebrajski         | 2                  | 357                | 1                           | 203                         |
| 2026 |                             |                                                  |                                         |                    |                    |                             |                             |

Legenda:
     1. miejsce

## Historia głosowania w finale (1973–2025)
Poniższe tabele pokazują, którym krajom Izrael przyznaje w finale najwięcej punktów oraz od których państw izraelscy reprezentanci otrzymują najwyższe noty.
| L.p. | Kraj            | Punkty |
| ---- | --------------- | ------ |
| 1    | Szwecja         | 206    |
| 2    | Francja         | 183    |
| 2    | Ukraina         | 183    |
| 3    | Wielka Brytania | 175    |
| 4    | Rosja           | 151    |
| 5    | Hiszpania       | 136    |

| L.p. | Kraj       | Punkty |
| ---- | ---------- | ------ |
| 1    | Francja    | 271    |
| 2    | Finlandia  | 184    |
| 3    | Holandia   | 179    |
| 4    | Niemcy     | 176    |
| 5    | Szwajcaria | 173    |

## Konkursy Piosenki Eurowizji zorganizowane w Izraelu
Izrael był gospodarzem konkursu trzy razy: w 1979, 1999 i 2019. Pierwsze dwie edycje zostały zorganizowane w Międzynarodowym Centrum Kongresowym w Jerozolimie, a konkurs w 2019 został rozegrany w Centrum Konferencyjnym w Tel Awiwie.
Choć Izrael zwyciężył w finale konkursu w 1979, krajowy nadawca nie podjął się organizacji koncertu drugi rok z rzędu, dlatego 25. Konkurs Piosenki Eurowizji odbył się w Holandii.
| Rok  | Miasto     | Miejsce                                         | Prowadzący                                 |
| ---- | ---------- | ----------------------------------------------- | ------------------------------------------ |
| 1979 | Jerozolima | Międzynarodowe Centrum Kongresowe               | Jardena Arazi Danijjel Pe’er               |
| 1999 | Jerozolima | Międzynarodowe Centrum Kongresowe               | Jigga’el Rawid Dafna Dekel Sigal Szachamon |
| 2019 | Tel Awiw   | Centrum Konferencyjne Tel Awiwu (Expo Tel Aviv) | Bar Refa’eli Erez Tal Asi Azar Lusi Ajjub  |

## Nagrody im. Marcela Bezençona
Nagroda Artystyczna
| Rok  | Piosenka | Wykonawca    |
| ---- | -------- | ------------ |
| 2010 | „Milim”  | Harel Ska’at |

Nagroda Kompozytorów
| Rok  | Piosenka | Wykonawca    |
| ---- | -------- | ------------ |
| 2010 | „Milim”  | Harel Ska’at |

Nagroda Dziennikarzy
| Rok  | Piosenka | Wykonawca    |
| ---- | -------- | ------------ |
| 2010 | „Milim”  | Harel Ska’at |

## Gratulacje: 50 lat Konkursu Piosenki Eurowizji
W październiku 2005 Europejska Unia Nadawców zorganizowała koncert jubileuszowy Gratulacje: 50 lat Konkursu Piosenki Eurowizji, podczas którego odbył się plebiscyt na najlepszą piosenkę w historii konkursu. 13. miejsce w głosowaniu zajęła izraelska propozycja „Diva” Dany International, która zwyciężyła w finale konkursu w 1998.